# دييغو دي لوس ريوس
دييغو دي لوس ريوس هو عسكري وسياسي إسباني، ولد في 9 أبريل 1850، وتوفي في 4 نوفمبر 1911 في مدريد في إسبانيا. انتخب رئيس أركان الجيش ‏ وانتخب الحاكم العام في الفلبين ‏ (13 أغسطس 1898 – 10 ديسمبر 1898) وانتخب عضو مجلس الشيوخ الإسباني ‏.